# Mao Thuẫn
Mao Thuẫn (tiếng Trung: 茅盾, 1896 - 1981) là bút hiệu của một văn sĩ Trung Hoa.

## Tiểu sử
Mao Thuẫn sinh ngày 4 tháng 7 năm 1896 tại Mã trấn, huyện Đồng Hương, thành phố Gia Hưng, tỉnh Chiết Giang. Ông có nguyên danh Thẩm Đức Hồng (沈德鴻), tự Nhạn Băng (雁冰), bút danh Mao Thuẫn (茅盾), Huyền Châu (玄珠), Phương Bích (方璧), Chỉ Kính (止敬), Bồ Lao (蒲牢), Hình Thiên (形天). Cha ông - Thẩm Vĩnh Tích - là một người sớm giác ngộ ý thức duy tân; còn mẹ ông - Trần Ái Châu - là người thầy đầu tiên của ông, không may bà đã mất sớm khi ông còn nhỏ.
Năm 1921, Mao Thuẫn gia nhập Đảng Cộng sản Trung Quốc. Nhưng vào năm 1927, trong một cuộc bố ráp đẫm máu của Tưởng Giới Thạch, Mao Thuẫn được cho là đã đem theo hàng chục ngàn USD quỹ đảng để bôn tẩu sang Nhật Bản. Tại nước này, ông xuất bản cuốn tiểu thuyết đầu tiên trong sự nghiệp văn bút của mình. Tháng 10 năm 1949, nước Cộng hòa Nhân dân Trung Hoa thành lập, Mao Thuẫn được cử vào chức Bộ trưởng Văn hóa, đồng thời làm Phó chủ tịch Hiệp hội Tác gia Trung Quốc.

## Tác phẩm

### Truyện ngắn
- Wild Rose (《野薔薇》 Ye Qiangwei (1929)
- The Smoke and Cloud Collection 《煙雲集》 Yanyunji (1937)

### Tiểu thuyết
- Huyễn diệt 《幻滅》 Huanmie (1927)
- Động dao 《動搖》 Dongyao (1927)
- Truy cầu 《追求》 Zhuiqiu (1928)
- Hồng, 《虹》 [Rainbow] (1930)
- Tam nhân hành, 《三人行》 Sanrenxing (1931)
- Lâm gia phố tử, 《林家铺子》 Linjia Puzi  (1932)
- Xuân tàm, 《春蚕》 Chuncan (1932)
- Thu thâu, 《秋收》 QiuShou
- Tử dạ, 《子夜》 [Midnight] (1933)
- Hiến cấp thi nhân tiết, 《獻給詩人節》 Xian Gei Shi Ren Jie [Giving to the poet festival] (1946)

### Lý thuyết
- 《茅盾近作》 Mao Dun Jin Zuo [The recent works of Mao Dun] (1980)
- 《茅盾論創作》 Mao Dun Lun Chuang Zuo [Mao Dun's Comment on Creativity] (1980)

### Tiểu luận
- 《蘇聯見聞錄》 Su Lian Jian Wen Lu [Travelling Diary of USSR] (1948)
- 《雜談蘇聯》 Ji Tan Su Lian [Talks on USSR] (1949)

### Kịch
- Thanh minh tiền hậu, 《清明前後》 QianMingQianHou [Front and rear Pure Brightness] (1945)

### Biên kịch
- 話劇《俄羅斯問題》 (Modern drama "Russian Question") (1946)
- 中篇小說《團的兒子》 (Novelette "Group's Sons") (1946)

### Khác
- 《茅盾全集》 Mao Dun Quanji [Works of Mao Dun] (vol. 1-15, 1984–1987)
- 《茅盾書簡》 Mao Dun Shujian [Introduction to the books of Mao Dun] (1st edition, collection of letters, 1984) later changed the name into《茅盾書信集》 Mao Dun Shuxinji (1988)

## Gia thế
- Cha: Thẩm Vĩnh Tích
- Mẹ: Trần Ái Châu
- Vợ: Khổng Đức Chỉ
- Anh: Thẩm Trạch Dân
- Cháu ngoại: Mộc Tâm